# 슬라벤 빌리치
슬라벤 빌리치(크로아티아어: Slaven Bilić, 1968년 9월 11일 ~ )는 수비수로 활약한 전 축구 선수로, 현재 축구 감독이다.

## 수상

### 선수

#### 하이두크 스플리트
- 유고슬라비아 컵 우승 : 1990-1991
- 프르바 HNL 우승 : 1992
- 크로아티아 컵 우승 : 1992-93, 1999-2000

#### 크로아티아
- 1998년 FIFA 월드컵 3위